# Iker Tainta
Iker Tainta Iriarte, llamado Tainta, nacido en Barañáin (Navarra) el 23 de julio de 1992, es un expelotari español de pelota vasca en la modalidad de mano, juega en la posición de zaguero, aunque debutó y pasó sus primeros años profesionales como delantero. 

## Palmarés
- Aficionado
  - Campeón de España juvenil, 2010
  - Campeón GRAVN manomanista juvenil, 2010